# Попешти (Вранча)
Попешти (рум. Popești) насеље је у Румунији у округу Вранча у општини Попешти. Oпштина се налази на надморској висини од 159 m.

## Становништво
Према подацима из 2002. године у насељу је живело 2588 становника.

### Попис2002.
| Расподела становништва по националности 2002.‍ | Расподела становништва по националности 2002.‍ | Расподела становништва по националности 2002.‍ | Расподела становништва по националности 2002.‍ | Расподела становништва по националности 2002.‍ |
| --------------------------------------------- | --------------------------------------------- | --------------------------------------------- | --------------------------------------------- | --------------------------------------------- |
|                                               |                                               |                                               |                                               |                                               |
| Румуни                                        | Румуни                                        |                                               | 2.575                                         | 99,7%                                         |
| Роми                                          | Роми                                          |                                               | 9                                             | 0,3%                                          |